# Schefflera foetida
Schefflera foetida är en araliaväxtart som beskrevs av Elmer Drew Merrill. Schefflera foetida ingår i släktet Schefflera och familjen araliaväxter. Inga underarter finns listade.